# 日英通商航海条約
日英通商航海条約（にちえいつうしょうこうかいじょうやく、英語: Treaty of Commerce and Navigation between Great Britain and Japan）は、1894年に締結された日本とイギリスの通商条約。1894年7月16日に駐英日本公使青木周蔵と、英外相キンバーリーによって調印された。領事裁判権と協定関税率を定めた幕末の日英修好通商条約を改訂したものであり、この条約の締結により日本は維新以来最大の懸案だった条約改正に成功した。日英通商修好航海条約（）ともいう。

## 概要
日本政府が明治初期から取り組んでいた各国との不平等条約の改正交渉の結果、漸く達成できた最初の改正条約である。安政五カ国条約締結以来、日本政府の悲願だった領事裁判権の撤廃がなされた。この条約締結におけるイギリス側の目的はロシア帝国の南下政策に対抗するために日本の軍事力に期待したものであった。本文は22箇条より成り、内容は内地開放を代償として領事裁判権を撤廃したこと、関税自主権を部分的に回復したこと、片務的であった最恵国待遇を相互的とする、などであった。調印の際、英国外相キンバーリー伯爵は、青木公使に「日英間に対等条約が成立したことは、日本の国際的地位を向上させる上で清国の何万の軍を撃破したことよりも重大なことだろう」と語っている。また、この条約の成立によって日本陸軍はイギリスの日本接近を確認したので、日清戦争の開戦を決意したともいわれている。
以降、1894年（明治27年）から翌1895年（明治28年）にかけて同内容の条約を米、仏、独、露、蘭、伊など14カ国とも調印した。これにより、日本は法権の上では欧米列国と対等の関係に入った。しかし、もう一つの悲願である関税自主権回復はこの条約では成し得ず、イギリスからの輸入品の約70パーセントは協定税率の束縛を受けることとなった。この時点では法権回復（領事裁判権撤廃）を主目的とし、税権（関税自主権）については一部回復を目指したので、当初の目的は達成されたことになる。
この条約は、調印当時の外務大臣陸奥宗光の名をとり、陸奥条約とも呼ばれる。1899年（明治32年）から実施され、12年間有効とされた。以降、日本は内地雑居に踏み切ることとなった。
なおその後、桂太郎を首班とする第2次桂内閣の外務大臣小村寿太郎は、この条約が満期となるのを契機に関税自主権回復に乗り出し、1911年（明治44年）2月21日、対アメリカとの日米通商航海条約改正時に関税自主権の完全回復を達成した。イギリスとの新通商航海条約は、同年4月3日に調印され、7月17日に発効した。
帝国政府の通告により1911年7月11日に本条約は廃棄された。
1941年（昭和16年）7月26日、イギリス及びイギリス連邦各国より日本に対し本条約の破棄が通告され効力を失った。日本が英米に宣戦布告し、第二次世界大戦に参戦するのは、この年の12月のことである。